# Сибирская чечевица
Сибирская чечевица (лат. Carpodacus roseus) — птица семейства вьюрковых.

## Внешний вид
Величиной с воробья. Самец малиново-розовый с буроватой спиной и крыльями. На крыле белая полоса. Самка и молодые птицы красновато-серые с белым брюшком и красным надхвостьем.

## Распространение
Обитает в горах Центральной и Восточной Сибири.

## Образ жизни

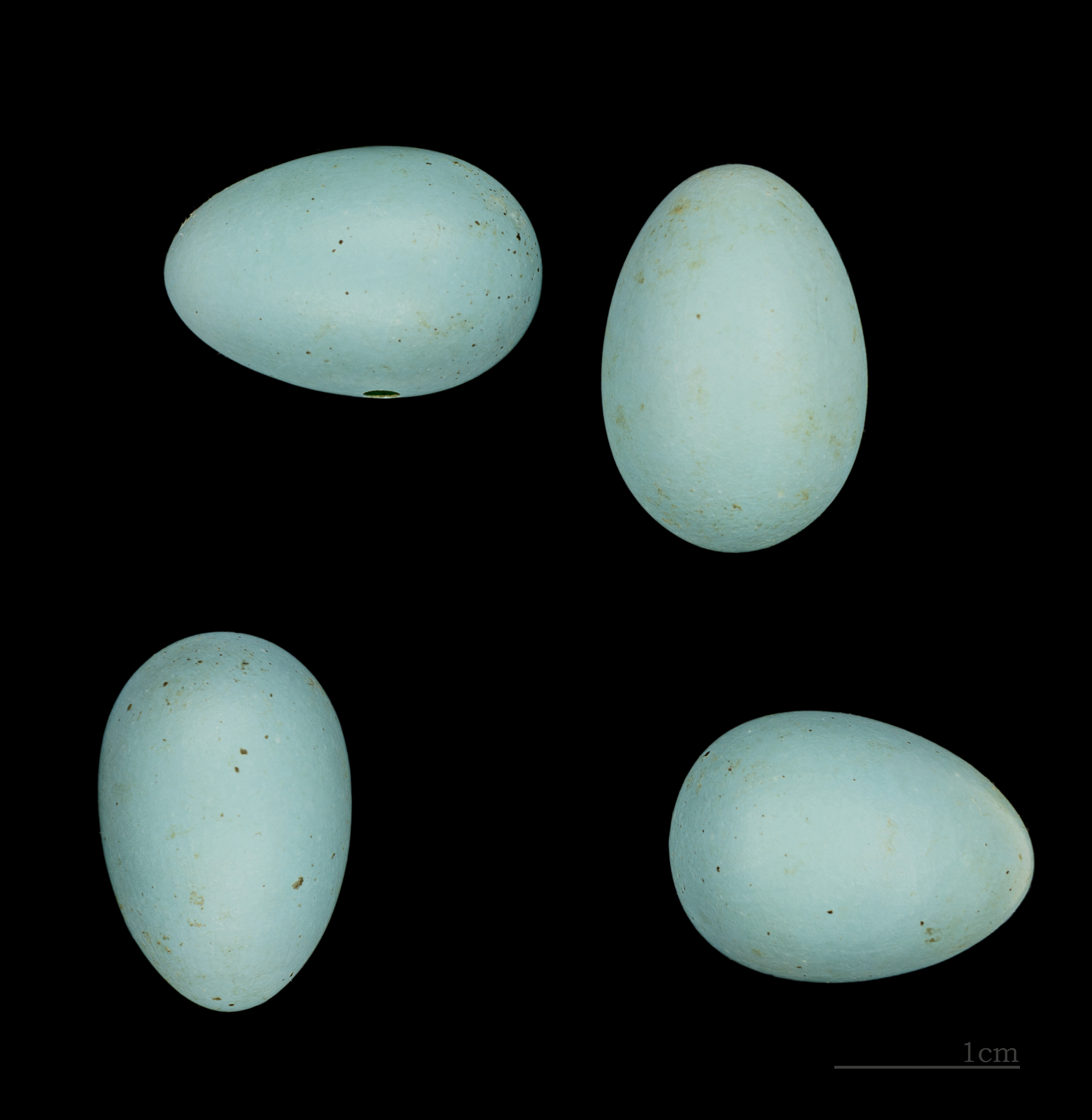
Яйца Carpodacus roseus

Гнездится в горной тайге, часто у верхней границы леса. Повсюду встречается реже, чем обыкновенная чечевица. В отличие от неё, сибирская чечевица — птица оседлая или кочующая, во время кочёвок часто спускается в предгорья.